# Ozarba aldabrae
Ozarba aldabrae är en fjärilsart som beskrevs av Emilio Berio 1959. Ozarba aldabrae ingår i släktet Ozarba och familjen nattflyn. Inga underarter finns listade i Catalogue of Life.